# Adacnarca
Adacnarca is een geslacht van tweekleppigen uit de  familie van de Philobryidae.

## Soorten
- Adacnarca crenella (Vélain, 1877)
- Adacnarca harrisonae (Powell, 1927)
- Adacnarca limopsoides (Thiele, 1912)
- Adacnarca nitens Pelseneer, 1903
- Adacnarca ornata (Crozier, 1966)
- Adacnarca pileopsis (Powell, 1927)
- Adacnarca polarsterni Egorova, 2003
- Adacnarca squamea Hedley, 1905
- Adacnarca trapezina (Bernard, 1897)
- Adacnarca velaini (E. A. Smith, 1904)